# Isla de Yerba Buena

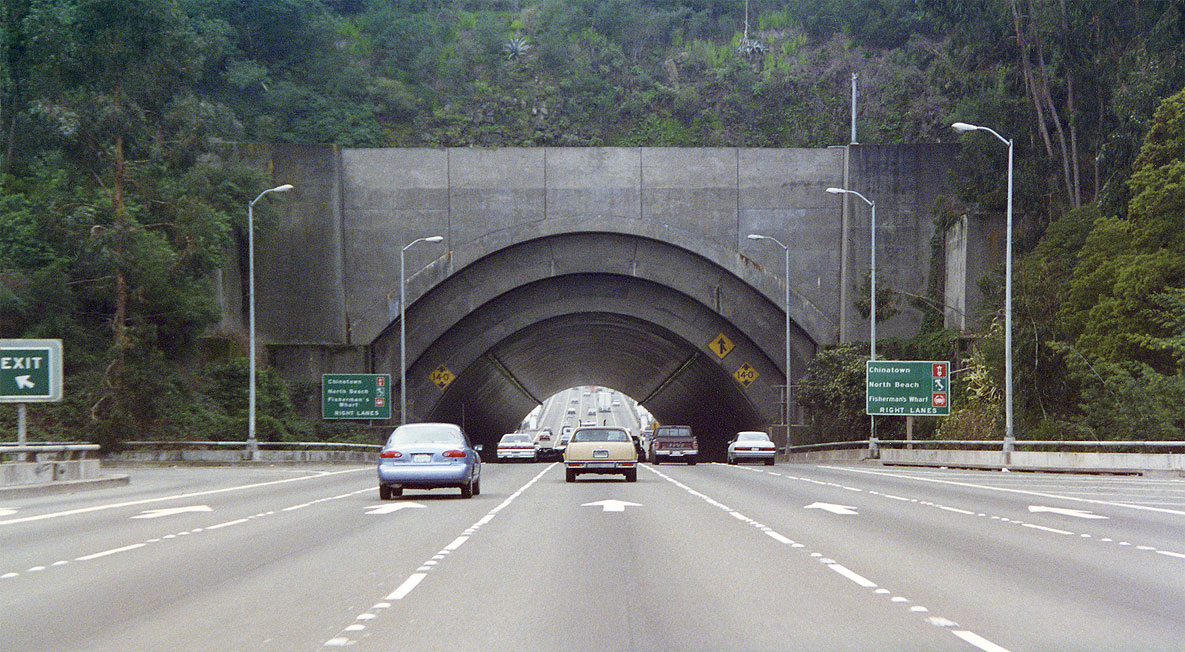
Isla de Yerba Buena: Entrada el túnel en dirección San Francisco.

La isla de Yerba Buena es una isla rocosa situada en la bahía de San Francisco, en el estado de California, Estados Unidos. 
Se encuentra en la orilla entre San Francisco y Oakland. A través de esta pequeña isla discurre la Interestatal 80 en un túnel. La interestatal discurre desde la orilla oeste a la orilla este sobre las dos secciones del puente entre San Francisco y Oakland sobre la isla y a través del túnel. La isla está conectada con el parque Treasure Island a través de un paso artificial.